# Comparação entre linguagens de programação
Segue-se uma comparação de características de diferentes linguagem de programação:
|             | Modelo de execução         | Influências              | Paradigma principal                                                    | Modelo de tipo de dados    | Introdução     |
| ----------- | -------------------------- | ------------------------ | ---------------------------------------------------------------------- | -------------------------- | -------------- |
| C           | Compilação                 | Algol, BCPL              | Estruturada, Procedimental, Orientada por fluxo                        | Estático, fraco            | Início de 1970 |
| C++         | Compilação                 | C, Simula, Algol 68      | Principalmente orientada a objectos, múltiplos paradigmas              | Estático, fraco            | 1979           |
| Objective-C | Compilação                 | C, Smalltalk             | Principalmente orientada a objectos, Reflectiva, Passagem de mensagens | Dinâmico e estático, fraco | 1986           |
| Python      | Interpretação              | ABC, Perl                | Orientada a objectos                                                   | Dinâmico, forte            | 1990           |
| Ruby        | Interpretação              | Smalltalk, Perl          | Orientada a objectos                                                   | Dinâmico, forte            | 1995           |
| Mathematica | Interpretação              | LISP                     | Múltiplos paradigmas                                                   | Dinâmico, forte            | 1986           |
| C#          | Interpretação e Compilação | Java, C++                | Orientada a objectos, múltiplos paradigmas                             | Estático, forte            | 2002           |
| Java        | Interpretação e Compilação | C++                      | Orientada a objectos                                                   | Estático, forte            | 1996           |
| Perl        | Interpretação              | C, Shell, awk, sed, Lisp | Funcional, Orientada a objectos e Procedural                           | Dinâmico                   | 1987           |
| Boo         | Interpretação              | Python                   | Orientada a objectos                                                   | Estático                   | 2003           |
| PHP         | Interpretação              | C e Perl                 | Orientada a objectos                                                   | Dinâmico                   | 1995           |

## Benchmarks
Com o Computer Language Benchmarks Game é possível comparar a execução de mais de 20 linguagens, entre elas, Java, PHP, Perl, Lua, Ruby e Python. Para mensurar o desempenho na execução, o Computer Language Benchmarks Game analisa o tempo gasto no calculo de métodos matemáticos, que utilizam como base uma entrada de uma variável numérica, digitada pelo usuário em um arquivo de configurações. Entre esses métodos matemáticos podemos citar o Conjunto de Mandelbrot, o Pi e a Árvore binária.